# Озёрное (Калужская область)
Озёрное — деревня в Медынском районе Калужской области Российской Федерации. Входит в сельское поселение «Село Кременское».

## Физико-географическое положение
Стоит на берегу Ксемского водохранилища — запруженной в конце XX века реки Ксема. Рядом — деревни Дылдино Боровского района и Воронино.

## Население
| 2002 | 2010 |
| ---- | ---- |
| 55   | ↘50  |

## Достопримечательности
Храм часовня Георгия Победоносца